# Дисграфија
Дисграфија је неспособност или оштећена способност писања, која је најзаступљенија у дечијем узрасту. Неспособност детета да савлада вештину писања (према правописним начелима одређеног језика), огледа се у многобројним, трајним и типичним грешкама. Ове грешке нису повезане са незнањем правописа, и трајно се јављају, без обзира на достигнут задовољавајући ниво интелектуалног и говорног развоја, нормалног стања чула вида и слуха и редовно школовање.
У великом броју случајева дислексија и дисграфија се јављају код детета истовремено. Ипак, у многим случајевима специфичне потешкоће у писању егзистирају засебно. Према досадашњим истраживањима ова деца могу имати проблеме у читању само на почетку школовања, док озбиљније потешкоће у писању трају много дуже, и након што је читање већ савладано (нпр поремећаји у писању код деце 4., 5. и 6. разреда основне школе два до три пута су чешћа појава него поремећаји у читању).
Овај комуникациони поремећај може представљати и парцијалну или потпуну немогућност писања слова, речи или фраза, која cе јавила код особа које су раније стекле и поседовала те способности.

## Узроци настанка
Дисграфија може да настане услед обољења ЦНС, услед тровања, услед осећајног узнемирења и стрепње и током самог развоја као тешкоћа у савладавању самог чина писања. За разлику од дисграфије која настаје као последица поремећаја ЦНС-а, развојна дисграфија се јавља као последица дисхармоничног развоја структура које учествују у радњи писања.

### Облици дисграфије
Према етиолошким факторима који могу изазивати поремећаје писања, разликујемо следећа три облика:
- Наследну дисграфију
- Стечену диграфију, која је најчешће узрокована дејством спољашњих неповољних фактора на дете у фази интензивног развоја.
- Комбиновани облик дисграфије, која је најчешће узрокована комбинованим дејством стечене предиспозиције и најмање два до три неповољна фактора из спољашње средине.

## Изглед дисграфичног рукописа
- У целини рукопис је неуредан, лоше постављен у простору странице на којој је изведен, без јасно одређених маргина. Сам текст је често умрљан. Редови текста су уломљени, таласасти или силазе косо, напуштајући очекиван хоризонтални правац. Речи могу да буду стиснуте између себе или је простор између њих неуједначен-час је шири, час ужи.
- Друга група обележја дисграфичног рукописа односи се на лоше обликовање слова. Линија слова је час дебља, час тања зависно од притискања прибором на хартију. Ово притискање је некада сасвим грубо, тако да се понекад зацепи хартија. Некада је линеација танка, једва приметна. Тамо где треба да се изведу облине јављају се угласти облици, округлине су спљоштене. Слова се не надовезују него се често надодају, сударају или искачу изнад других. Нека су слова атрофична, знатно мања од осталих слова истог рукописа.
- Трећа група обележја дисграфичног рукописа чини непоштовање пропорција делова слова у односу на три зоне у оквиру којих се рукопис поставља. Тако се, на пример, витице слова које се по правилу обликују у горњој и доњој зони, обликују у средњој зони, где је и тело слова. Некада се не поштују само горња или само доња зона.

## Типови дисграфија
Запажено да погрешке у писању не настају случајно, него се порекло готово сваког поремећаја у писању може објаснити.

### Визуелне дисграфије
Визуелне дисграфије настају на основу измењене визуелне перцепције и дискриминације визуелне меморије и поремећене просторне оријентације. Сви они могу настати при потпуно очуваном виду. Њихово је порекло претежно менталне, кортикалне природе. Јавља се недовољно уочавање разлика између слова сличних по облику, због чега долази до њихове замене, на пример: н-х, и-н, с-о, ћ-ч, с-ш, погрешно обликовање слова без неких линија или са додацима, тешкоће са памћењем слова, изокретање на супротну страну, писање здесна улево, такозвано „огледалско’’ писмо, писање бројева на супротну страну и поред тога што су добро обликована или цртање где је све постављено наопачке. Погрешке извртања слова нису у дечијој руци, него у дечијем начину виђења, у идејно-моторичкој представи.

### Аудитивне дисграфије
Аудитивне дисграфије настају услед неразвијеног фонемског слуха, када и поред нормалног физиолошког пријема звука не постоји аудитивна диференцијација фонема матерњег језика. Не постоји способност уочавања разлика између акустично сличних гласова и нема јасне аудитивне представе о њима. Долази до замене гласова код особа које су успеле да издиференцирају два слична гласа, али нису стекли аутоматизовану употребу. Појављују се колебања приликом писања, слово ће час бити написано добро, а час погрешно. Аудитивне дисграфије не долазе до изражаја једино приликом преписивања, док су у диктату и свим облицима самосталног писања видљиве и могу се лако идентификовати.

### Језичке дисграфије
Језичке дисграфије су оне које у основи имају патолошки језички развој и патолошки неразвијен говор. Срећу се обично код особа које имају развојну дисфазију. Свако писање, а нарочито самостално писање је једна врста аутодиктата, онај ко пише конструисаће писане речи и реченице онако каква му је структура унутрашњег говора. Писано изражавање код ментално ретардиране деце је права слика њихових оскудних и недограђених мисаоно-језичких формација. Недовољно формирани процеси усменог говора тесно су повезани са недовољном спремношћу детета за писање.

### Графомоторне дисграфије
Графомоторне дисграфије се односе на одређене тешкоће писања проистекле из неразвијених и некоординираних графомоторних покрета руке које доводе у питање сам рукопис као такав, а не његову садржајну и правописну, ортографску страну. Четири основна квалитета која омогућују складно вршење радње писања су: тонус мишића, снага при вршењу радње, могућност локализације покрета и брзина извођења саме радње. Поремећај било које структуре која чини комплексност графомоторне целине ремети графомоторни израз и његову комуникативност. Графомоторна дисграфија, манифестује се лошом организацијом графомоторног израза у простору, лошом уобличеношћу графомоторних јединица које чине графомоторни низ и неусклађеном психомоторном организованошћу детета у целини.

## Третман
Дефектолошка дијагностика заснива се на процени рукописа у школском периоду помоћу посебних тестова за дисграфију које може урадити логопед. Када се утврди да је у питању дисграфија потребно је да са дететом отпочне дефектолошки и логопедски третман. Ако се тестовима утврди да се ради само о ружном рукопису довољно је да учитељ реализује активности које имају за циљ побољшање дететовог графомоторног израза.